# لوسي
لوسي (بالإنجليزية: Lucy) هو اسم أنثوي إنجليزي وفرنسي مستمد من الاسم اللاتيني المسمى لوسيوس (Lucius) بمعنى اعتبارًا من الضوء (ولد في الفجر أو في وضح النهار ، وربما بمعنى لامعة أيضًا، أو بشرة فاتحة). هجاءها البديل لوسي، لوس، لوسي (Luci, Luce, Lucie).
إن لقب لوسي الإنجليزي مأخوذ من اللغة النورمانية التي كانت تعتمد على اللغة اللاتينية وتستمد من أسماء الأماكن في نورماندي بناءً على الاسم الشخصي للذكر اللاتيني لوسيوس. تم نقله إلى إنجلترا بعد الفتح النورماندي في القرن الحادي عشر.

## اشخاص
- لوسي (مستحاثة) (حوالي 3,000,000 سنة قبل الميلاد)، الحفرية المعروفة أيضًا باسم AL 288-1
- القديسة لوسي (283-304)، القديسة والشهيدة المسيحية
- لوسي موريس شافي ألدن (1836-1912)، مؤلفة أمريكية، ومربية، ومؤلفة تراتيل
- لوسي ألكسندر (مواليد 1971)، مذيعة تلفزيونية إنجليزية
- لوسي اتكينسون (1817-1893)، المستكشفة البريطانية
- لوسيل بول (1911-1989)، الممثلة الكوميدية الأمريكية مشهورة لشخصيتها «لوسي»
- لوسي بارنز (1780-1809)، كاتبة أمريكية
- لوسي بيرز (مواليد 2011)، مريضة قلب أمريكية في مستشفى رايلي للأطفال
- لوسي بوينتون (مواليد 1994)، الممثلة الإنجليزية والأمريكية
- لوسي بيرنز (1879-1966)، مدافعة عن حقوق المرأة وحق التصويت للمرأة
- لوسي كوليت (مواليد 1989)، نموذج بريطاني لامع
- لوسي ديكوتر (من مواليد 1970)، ممثلة، اشتهرت بلعبها «لوسي» في فيلم Trailer Park Boys
- لوسي كليمنتينا ديفيز (1795-1879)، كاتبة بريطانية
- لوسي ديفيس (مواليد 1973)، الممثلة الإنجليزية
- لوسي ديفيس (مواليد 1992)، فارسة أمريكية
- لوسي دوراك (مواليد 1982)، الممثلة والمغنية الأسترالية
- لوسي فالون (مواليد 1995)، الممثلة البريطانية
- لوسي فيشر (مواليد 1949)، منتجة أفلام أمريكية
- لوسي فليمينغ (مواليد 1947)، الممثلة البريطانية
- لوسي فلوريس (مواليد 1979)، سياسية أمريكية
- لوسي فريزر (مواليد 1972)، سياسية بريطانية
- لوسي فرجينيا فرينش (1825-1881)، مؤلفة أمريكية
- لوسي فراي (مواليد 1992)، الممثلة الأسترالية
- لوسي فور (مواليد 1975)، مصارعة محترفة أمريكية
- لوسي هيل (مواليد 1989)، الممثلة الأمريكية
- لوسي م. هول (1843-1907)، طبيبة أمريكية وكاتبة
- لوسي هوكينج (مواليد 1970)، صحفية إنجليزية، روائية، معلمة وناشطة خيرية
- لوسي هايز (1831 - 1889)، السيدة الأولى للولايات المتحدة
- لوسي هوكينجز، مذيعة تلفزيونية من مواليد نيوزيلندا في بي بي سي وورلد نيوز
- لوسي هوبر (1816-1841)، شاعرة أمريكية في القرن التاسع عشر
- لوسي هاميلتون هوبر (1835-1893)، شاعرة أمريكية، صحافية، محررة وكاتبة مسرحية
- لوسي جونز (مواليد 1955)، عالمة الزلازل الأمريكية
- لوسي لاميك (1934-1992)، السياسية التنزانية
- لوسي لاركوم (1824-1893)، مدرسة أمريكية، شاعرة ومؤلفة
- لوسي لوليس (ولدت عام 1968)، ممثلة ومغنية نيوزيلندية
- لوسي ليو (مواليد 1968)، الممثلة الأمريكية
- لوسي مالوري (1846-1920)، كاتبة أمريكية، ناشرة ومحررة جريدة
- لوسي مارتن (مواليد 1990)، متسابقة دراجات بريطانية محترفة
- لوسي مكلنبورغ (مواليد 1991)، ممثلة إنجليزية وسيدة أعمال
- لوسي مونتغمري (مواليد 1975)، الممثلة الصوتية البريطانية
- لوسي بارهام (مواليد 1966)، عازفة البيانو البريطانية
- لوسي بارسونز (1853-1942)، نقابية وصحفية أمريكية ناشطة أمريكية راديكالية رائدة، مؤسِّسة لمنظمة العمال الصناعيين في العالم، وعضوة في المنظمات السياسية الأخرى
- لوسي بارتينغتون (1952-1974)، ضحية قتل بريطانية
- لوسي بيندر (مواليد 1983)، عارضة الأزياء والممثلة الإنجليزية
- لوسي بانش (مواليد 1977)، الممثلة الإنجليزية
- لوسي سبيد (ولدت عام 1976)، ممثلة إنجليزية
- لوسي كينوايواك (1915-1982)، فنانة إنويتية الكندية (من شعب الإسكيمو الذي يعيش في شمال كندا)
- لوسي ستون (1818-1893)، ناشطة أمريكية
- لوسي تيمرلن (1964-1987)، وهي شمبانزي اشتهرت باستخدامها لغة الإشارة الأمريكية
- لوسي تيرنبول (مواليد 1958)، سيدة أعمال أسترالية، ناشطة خيرية، سياسية سابقة في الحكومة المحلية، والسيدة الأولى السابقة لأستراليا
- لوسي فيراسامي، ناشرة الطقس البريطانية
- لوسي هال واشنطن (1835-1913)، شاعرة أمريكية ومصلحة اجتماعية
- لوسي ويلوك (1857-1946)، معلمة أمريكية وكاتبة
- لوسي ورسلي (مواليد 1973)، مؤرخة إنجليزية
- لوسي، قطة بيضاء

### شخصيات خيالية
- لوسي هارتفيليا، بطلة لرواية الرئيسي للمانغا وسلسلة أنيمي فايري تايل.
- لوسي بيفينسي في سلسلة كتب سجلات نارنيا والتكيف مع سلسلة أفلام سجلات نارنيا
- لوسي فان بلت في سلسلة الرسوم المتحركة بينوتس وامتياز أوسع
- لوسي / نيو في المانجا إلفن ليد
- لوسي ريكاردو، نجمة لشخصية أنا أحب لوسي
- لوسي رومالوتي في أوبرا الصابون الأمريكية ذا ينغ أند ذا رستلس
- لوسي هونيشيرش، بطلة الرواية لـ غرفة مع منظر والأفلام المقتبسة منها
- لوسي فيلدز في المسلسل التلفزيوني تشريح غراي
- لوسي فرنانديز في سلسلة Degrassi
- لوسي بيل في أوبرا الصابون البريطانية إيست إندرز
- لوسي ويستينرا في رواية دراكولا واقتباساتها المختلفة
- لوسي ستيل، شخصية خيالية في رواية العقل والعاطفة واقتباساتها المختلفة
- حرف مسمى في أغنية «لوسي في السماء مع الألماس» من فرقة البيتلز، يقال إنه يستند إلى رسم لوسي أودونيل أو اختصار LSD
  - لوسي والماس، خصوم في فيلم الرقيب. اعتمدت فرقة بيبر لونلي هارتس كلوب على الأغنية
  - لوسي كاريجان، الشخصية الرئيسية في فيلم «عبر الكون» تستند بشكل واسع حول الأغنية
- لوسي كو في مسلسل المستشفى العام
- لوسي ماريا ميسورا، شخصية مخلوقة فضائية في الرواية البصرية اليابانية الكبار ToHeart2
- لوسي كامدن كينكيرك في المسلسل التلفزيوني 7th Heaven
- لوسي روبنسون في مسلسل أوبرا الصالون التلفزيونية الأسترالية الجيران
- لوسي نايت في المسلسل التلفزيوني ER
- لوسي كننغهام شولتز في الدراما الإذاعية <i id="mw1Q">مغامرات في أوديسي</i>
- لوسي سنو، بطلة رواية فيليت لشارلوت برونتي
- لوسي باركر في كتاب سويني تود: حلاق شيطان شارع الأسطول لستيفن سوندهايم
- لوسي هاريس في <i id="mw3g">جيكيل وهايد</i> لفرانك وايلدهورن
- لوسي دينيسون في سلسلة كتب ريتشي تانكرسلي كوسيك، الغيير مرئي
- لوسي تارتان، شخصية رئيسية في رواية هيرمان ميلفيل بيير: أو الغموض
- لوسي وايلد في أنا الحقير 2 و أنا الـحقير 3
- والدستايل أو لوسي، في فيلم فيلم ليغو
- بطل الرواية لفيلم الخيال العلمي لوسي 2014
- لوسي لين، شقيقة صديقة سوبرمان لويس لين
- لوسي ساكسون، الزوجة السابقة للسيد من السلسلة الثالثة لدكتور هو والعروض الـخاصة عام 2008-2010 لسلسلة دكتور هو
- لوسي ستيلمان، شخصية متكررة في أساسنز كريد
- لوسي لاود، في المسلسل التلفزيوني منزل لاود
- لوسي كارليل، الشخصية الرئيسية في سلسلة Lockwood and بقلم جوناثان سترود
- لوسي ميلز، الشخصية الرئيسية في كان يا مكان على قناة أيه بي سي
- لوسي سيمون، شخصية من عالم غامبول المدهش
- لوسي، شخصية من رقم العنصر "Jokae" جسدها مونيو روي من فيلم KGF: Chapter 1